# ガストルニス
ガストルニス（学名: Gastornis）は、新生代古第三紀後期暁新世から始新世にかけて生息した、絶滅した巨大な地上歩行性の飛べない鳥の属。本属は3,4種の明確な種が含まれていると考えられており、西部から中央ヨーロッパ（イングランド・ベルギー・フランス・ドイツ）にかけて不完全な化石が発見されている。より完全な標本は北アメリカの第4の種で、この種はかつてディアトリマ（学名: Diatryma）という独立した属として分類されていた。ディアトリマはガストルニスの別の種に非常に似ているため、今日ではこれもガストルニス属に含めるべきであると数多くの科学者が考えており、現在ディアトリマの学名は積極的に用いられていない。他に、同様に以前は自身の属に分類されていた第5の種が中華人民共和国から知られている。
翼は退化して縮小し、過大な体重と相まって空は飛べなかったが、太く頑丈な脚で地上を歩き回っていた。ガストルニスの種には非常に大型の鳥類がおり、小型哺乳類を捕食していたと長らく考えられていた。しかし、ガストルニスの足痕にフック状の鉤爪がないことなどの複数の一連の証拠から、これらの鳥類は植物食性動物として硬い植物の部位や種子を摂食していたと科学者は推察している。
『地球大進化〜46億年・人類への旅』や『恐竜絶滅 ほ乳類の戦い』に代表されるNHKスペシャルなどのメディアでは、巨体ゆえに動作が緩慢であったことと進化の過程で歯や前肢の爪が失われていることなどから、ヒアエノドンなど動物食性の哺乳類に駆逐されて絶滅したとされているが、これは後の研究で有力視されていない。

## 概要

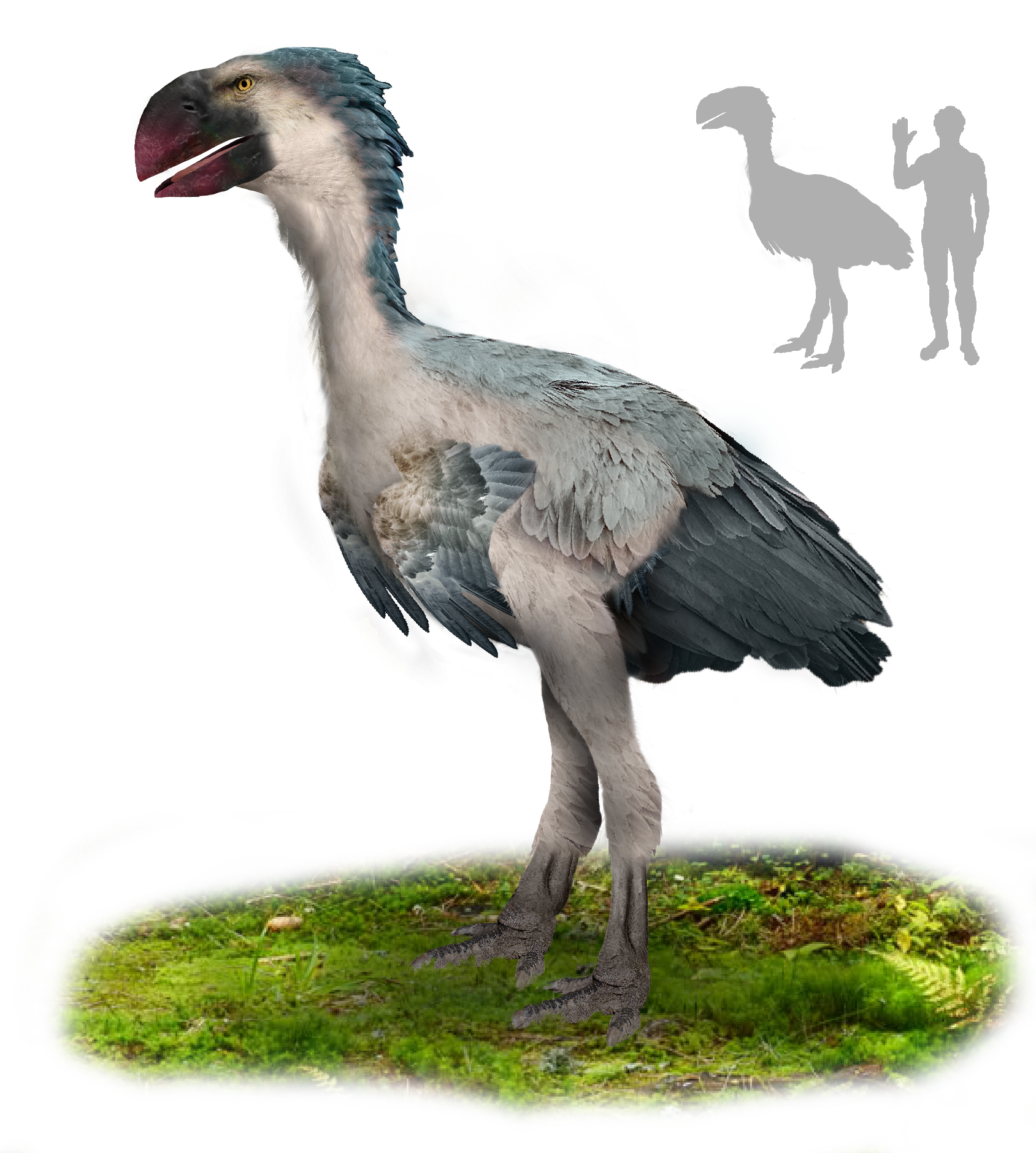
復元と大きさ比較

ガストルニスは大量の化石が知られているが、ガストルニスの最も鮮明な外観は G. gigantea 種のほぼ完全な数点の標本によるものである。ガストルニス属の鳥類は一般に非常に大型で、巨大な嘴と、表面的には南アメリカの動物食性鳥類フォルスラコス科のものに似た頑強な頭骨が備わっていた。知られている中で最大の種 G. gigantea は最大のモアに匹敵する大きさに成長し、最大で背丈2メートルに達した。
G. gigantea の頭骨は体と比べて大きく、そして強靭な構造であった。嘴は非常に側扁（上下高が大きい割に左右幅が狭い）していた。ガストルニス属の他の種と異なり、G. gigantea は骨の上に特徴的な溝と窪みが存在しなかった。嘴の上下の接触面は平行に続き、捕食性のフォルスラコス科鳥類に見られる猛禽類のようなフックもなかった。外鼻孔は小さく、目の正面で頭骨の正中線に近接して位置した。椎骨は頸椎でさえ短くて太ましかった。首は比較的短く、少なくとも13個のどっしりとした椎骨に構成されていた。胴体も比較的短かった。翼は退化しており、上腕骨は小型で非常に矮小化しており、これは現在のヒクイドリ属の翼のプロポーションに類似する。
太い後ろ脚は筋肉質ではあれど、高速走行に適した脚ではなかった。ある種の推測によると、本属の走行能力は現生人類と変わらなかった。
脚の先に生えた爪は、鉤爪と言うよりも蹄に近い丸まった形状だった。こういった適応は大型化に伴う体重の激増に対応したものである。こうした爪をしていたため、本属が脚で獲物を取り押さえたり、殺したりする能力は低かったと考えられる。
足跡の様子からも、こういった考えが裏付けられている。巨体に見合うように足裏そのものも広かった。

## 歴史

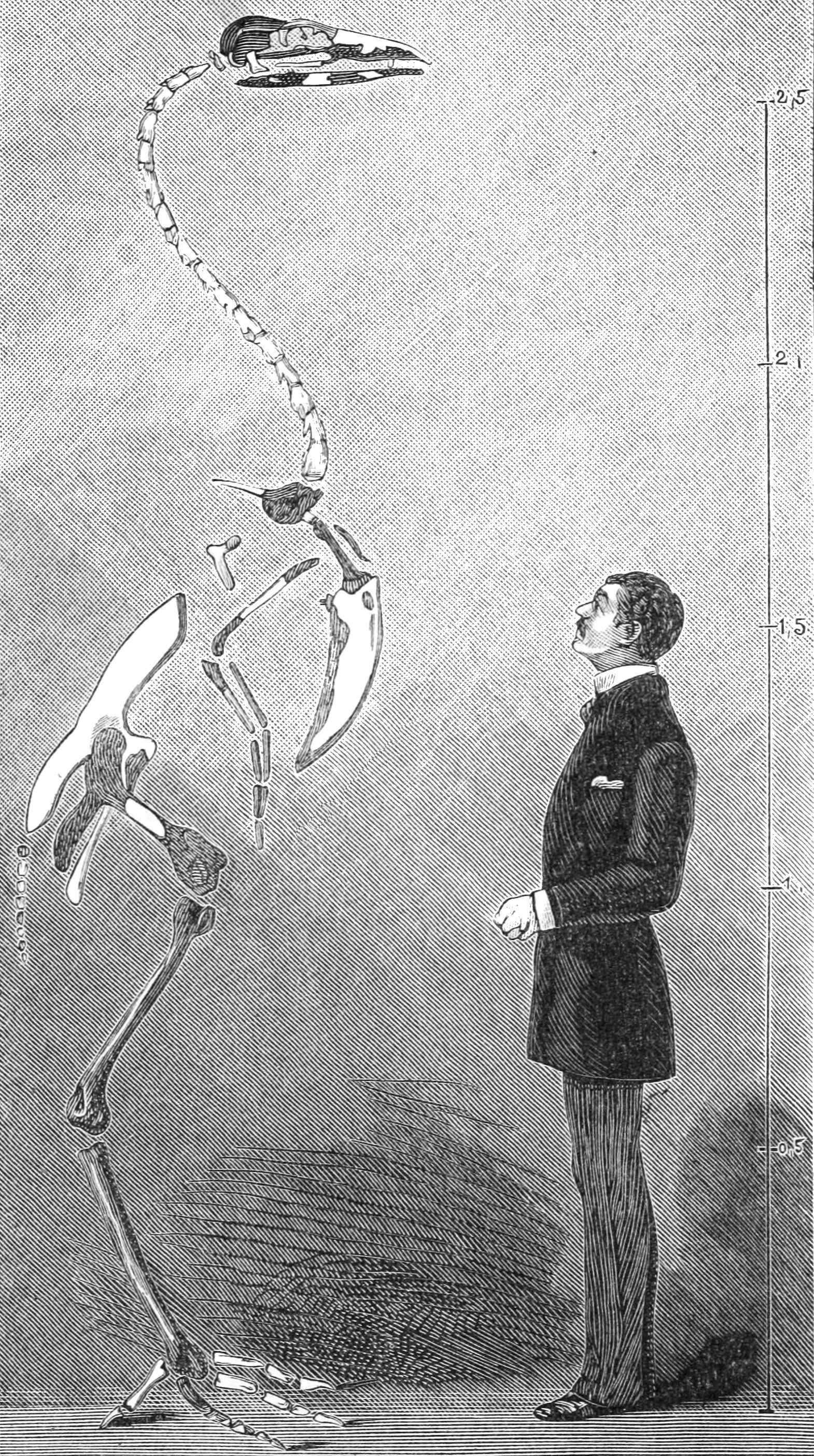
ルモワンヌ（Lemoine）による1881年の誤った G. eduardsii（現 G. parisiensis）のイラスト

ガストルニスは1855年に断片骨格に基づいて記載された。属名はパリの近くのムードンに堆積した Argile Plastique 累層から最初の化石を発見した、「熱血漢」とも呼ばれるガストン・プランテにちなむ。この発見の特筆すべき点は標本の大きさと、当時は上部暁新統の巨大な鳥ガストルニスの化石が最古の鳥類化石の1つであったことである。最初に発見された種 G. parisiensis の追加の骨は1860年代半ばに発見された。10年後には、今度は新種 G. eduardsii（現在は G. parisiensis のジュニアシノニムと考えられている）に分類された完全度の高い標本が発見された。1870年代に発見された標本は広く流通し、ルモワンヌがこれに基づいて骨格復元図を製作することとなった。これらのオリジナルのガストルニスの化石の頭骨部位は特徴のない断片しか発見されておらず、ルモワンヌのイラストで用いられた骨のいくつかは他の動物の骨であることが判明した。その後、ヨーロッパのガストルニスは巨大なツルのような鳥類として長らく復元されていた。
1874年にはアメリカの古生物学者エドワード・ドリンカー・コープが別の断片化石の群をニューメキシコ州のワサッチ累層で発見した。彼はこれらの化石が地上性鳥類の独立した属・種に属すると考え、足の骨のいくつかを貫通する巨大な孔があることから、古代ギリシャ語で「穴をくぐって」という意味のδιάτρημα ("diatrema") という語より1876年に Diatryma gigantea を命名した。1894年にはオスニエル・チャールズ・マーシュがニュージャージー州で1つのガストルニス科鳥類の足の骨を記載して新属新種 Barornis regens に分類したが、1911年にはディアトリマ属のジュニアシノニム（すなわち後にはガストルニス属のジュニアシノニム）であると考えられるようになった。同じ1911年には追加の断片標本がワイオミング州で発見され、1913年に新種 Diatryma ajax（現在では同様に G. gigantea のジュニアシノニム）と断定された。1916年にはアメリカ自然史博物館がワイオミング州ビッグホーン盆地（ウィルウッド累層）への遠征を行い、初となるほぼ完全な頭骨と骨格が発見され、1917年に記載された。この化石により、研究者は初めて鮮明なガストルニスの姿を手に入れることができた。マシュー、グレンジャー、ステインは1917年にこのほぼ完全な標本をもう1つの新種 Diatryma steini に分類した。

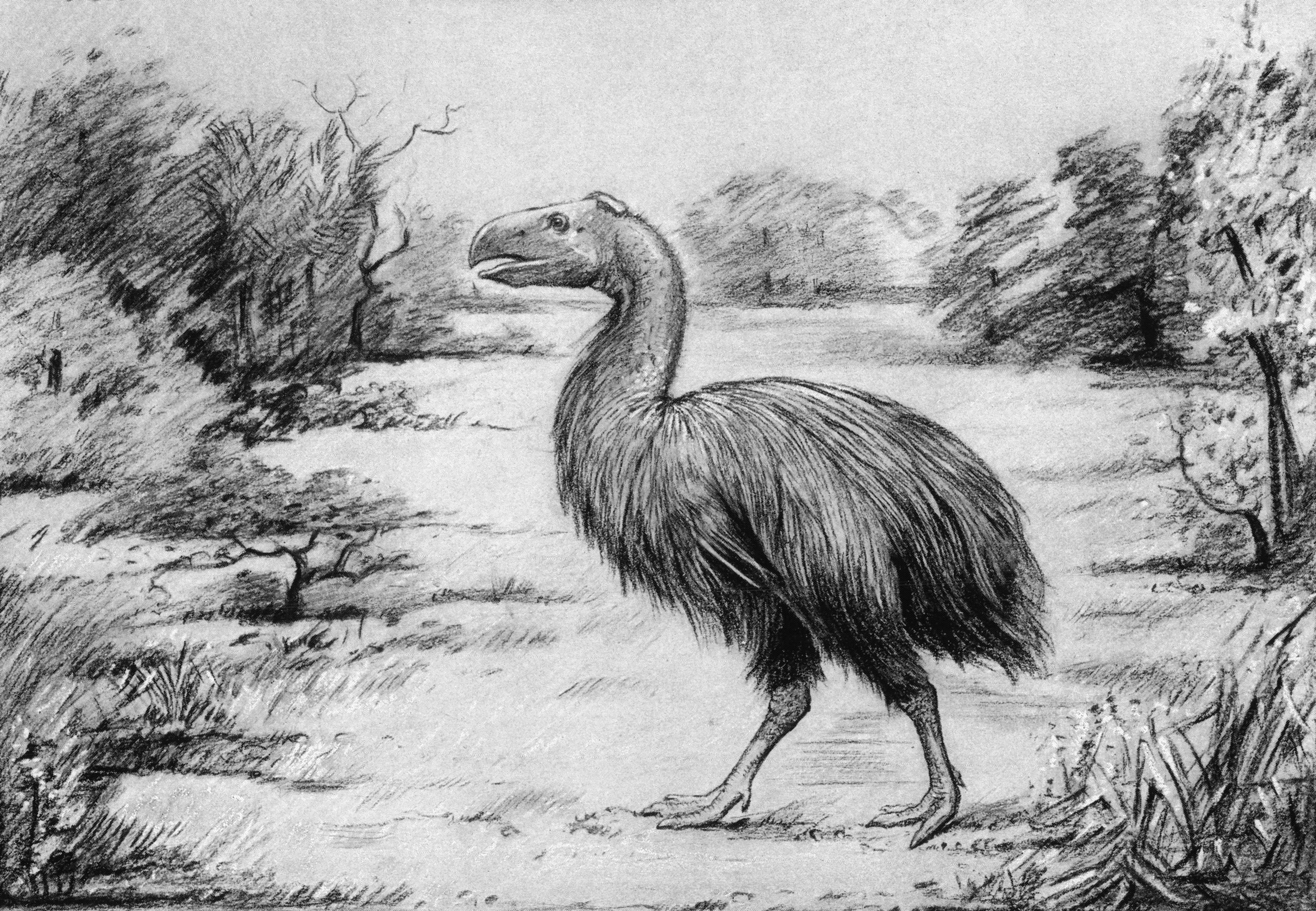
G. steini（現 G. gigantea）の生態復元図。平胸類型の羽で旧式の復元である。1917年

ディアトリマが記載された後、ヨーロッパの新しい標本の大部分はガストルニス属ではなくディアトリマ属に分類された。しかしながら、ディアトリマの最初の発見の直後、ディアトリマをガストルニスのジュニアシノニムとみなせるほど両者が似通っていることが明らかになった。事実両者が似ていることは1884年にエリオット・カウズが認めていたが、研究者同士の議論は20世紀を通して重ねられることとなった。ルモワンヌのイラストにある骨格が別の動物と混ざっていることは1980年代初頭に初めて発見され、ガストルニスとディアトリマの有意義な比較はこのことによりさらに困難さを増した。これにより、ヨーロッパと北アメリカの鳥類のさらに大きな類似性を認め始める研究者もおり、両属は大抵同じガストルニス目やガストルニス科に位置付けられた。新たに認められた類似の度合いにより、数多くの研究者が暫定的にディアトリマがガストルニス属のジュニアシノニムであることを受け入れ、両属の包括的な解剖学的レビューを保留した。従って、正しい本属の正しい学名はガストルニス (Gastornis) である。

## 分類

### 上位分類
ガストルニスとその近縁属は共にガストルニス科に分類され、長らくツル目と考えられていた。しかし、ツル目の伝統的な概念は側系統群であることが示されている。1980年代後半にガストルニス科の関係の最初の系統解析が行われたことを皮切りに、彼らがガン・カモ類やサケビドリ科を含む系統群カモ目に近縁であるという合意が得られ始めた。2007年の研究ではガストルニス科がカモ目で非常に初期に枝分かれしたグループであること、カモ目内の別のグループと姉妹群をなすことが示された。
ガストルニス科とガン・カモ類の見かけ上の近縁な関係を認め、ガストルニス科をカモ目自体の中に分類する研究者がいる一方、カモ目という名称を現生種でのみ構成されるクラウングループに限定し、ガストルニス科のような絶滅したカモ目の親戚を含むより大きなグループにAnserimorphae という名前を与える研究者もいる。ガストルニス科はそれゆえ自身の目であるガストルニス目に置かれることもしばしばある。
NHKスペシャル『地球大進化〜46億年・人類への旅』では同じく巨大な地上生鳥類であるフォルスラコス科と纏めて説明されていたが、彼らとの類縁関係は遠い。
2007年の Agnolin らによるクラドグラムの簡易版。

|  | カモ上科                                                        |
|  |                                                                 |
|  | \| \| カササギガン科 \| \| \| \| \| \| サケビドリ科 \| \| \| \| |
|  |                                                                 |
|  | カササギガン科                                                  |
|  |                                                                 |
|  | サケビドリ科                                                    |
|  |                                                                 |

|  | カササギガン科 |
|  |                |
|  | サケビドリ科   |
|  |                |

|  | カモ上科                                                        |
|  |                                                                 |
|  | \| \| カササギガン科 \| \| \| \| \| \| サケビドリ科 \| \| \| \| |
|  |                                                                 |
|  | カササギガン科                                                  |
|  |                                                                 |
|  | サケビドリ科                                                    |
|  |                                                                 |

|  | カササギガン科 |
|  |                |
|  | サケビドリ科   |
|  |                |

|  | カモ上科                                                        |
|  |                                                                 |
|  | \| \| カササギガン科 \| \| \| \| \| \| サケビドリ科 \| \| \| \| |
|  |                                                                 |
|  | カササギガン科                                                  |
|  |                                                                 |
|  | サケビドリ科                                                    |
|  |                                                                 |

|  | カササギガン科 |
|  |                |
|  | サケビドリ科   |
|  |                |

|  | カモ上科                                                        |
|  |                                                                 |
|  | \| \| カササギガン科 \| \| \| \| \| \| サケビドリ科 \| \| \| \| |
|  |                                                                 |
|  | カササギガン科                                                  |
|  |                                                                 |
|  | サケビドリ科                                                    |
|  |                                                                 |

|  | カササギガン科 |
|  |                |
|  | サケビドリ科   |
|  |                |

|  | カモ上科                                                        |
|  |                                                                 |
|  | \| \| カササギガン科 \| \| \| \| \| \| サケビドリ科 \| \| \| \| |
|  |                                                                 |
|  | カササギガン科                                                  |
|  |                                                                 |
|  | サケビドリ科                                                    |
|  |                                                                 |

|  | カササギガン科 |
|  |                |
|  | サケビドリ科   |
|  |                |

|  | カモ上科                                                        |
|  |                                                                 |
|  | \| \| カササギガン科 \| \| \| \| \| \| サケビドリ科 \| \| \| \| |
|  |                                                                 |
|  | カササギガン科                                                  |
|  |                                                                 |
|  | サケビドリ科                                                    |
|  |                                                                 |

|  | カササギガン科 |
|  |                |
|  | サケビドリ科   |
|  |                |

|  | カモ上科                                                        |
|  |                                                                 |
|  | \| \| カササギガン科 \| \| \| \| \| \| サケビドリ科 \| \| \| \| |
|  |                                                                 |
|  | カササギガン科                                                  |
|  |                                                                 |
|  | サケビドリ科                                                    |
|  |                                                                 |

|  | カササギガン科 |
|  |                |
|  | サケビドリ科   |
|  |                |

|  | カモ上科                                                        |
|  |                                                                 |
|  | \| \| カササギガン科 \| \| \| \| \| \| サケビドリ科 \| \| \| \| |
|  |                                                                 |
|  | カササギガン科                                                  |
|  |                                                                 |
|  | サケビドリ科                                                    |
|  |                                                                 |

|  | カササギガン科 |
|  |                |
|  | サケビドリ科   |
|  |                |

なお、上のクラドグラムに掲載されたブロントルニスは胸椎などの形状からフォルスラコス科とする傾向が強い。2017年のマレーらによる系統樹の簡易版を以下に示す。
|                | †ヴェガヴィス目                                                                 |
|                |                                                                                 |
| ガストルニス目 | \| \| †ガストルニス科 \| \| \| \| \| \| †ドロモルニス科 (mihirungs) \| \| \| \| |
|                | \| \| †ガストルニス科 \| \| \| \| \| \| †ドロモルニス科 (mihirungs) \| \| \| \| |
|                | †ガストルニス科                                                                 |
|                |                                                                                 |
|                | †ドロモルニス科 (mihirungs)                                                     |
|                |                                                                                 |

|  | †ガストルニス科             |
|  |                             |
|  | †ドロモルニス科 (mihirungs) |
|  |                             |

|                | †ヴェガヴィス目                                                                 |
|                |                                                                                 |
| ガストルニス目 | \| \| †ガストルニス科 \| \| \| \| \| \| †ドロモルニス科 (mihirungs) \| \| \| \| |
|                | \| \| †ガストルニス科 \| \| \| \| \| \| †ドロモルニス科 (mihirungs) \| \| \| \| |
|                | †ガストルニス科                                                                 |
|                |                                                                                 |
|                | †ドロモルニス科 (mihirungs)                                                     |
|                |                                                                                 |

|  | †ガストルニス科             |
|  |                             |
|  | †ドロモルニス科 (mihirungs) |
|  |                             |

### 下位分類

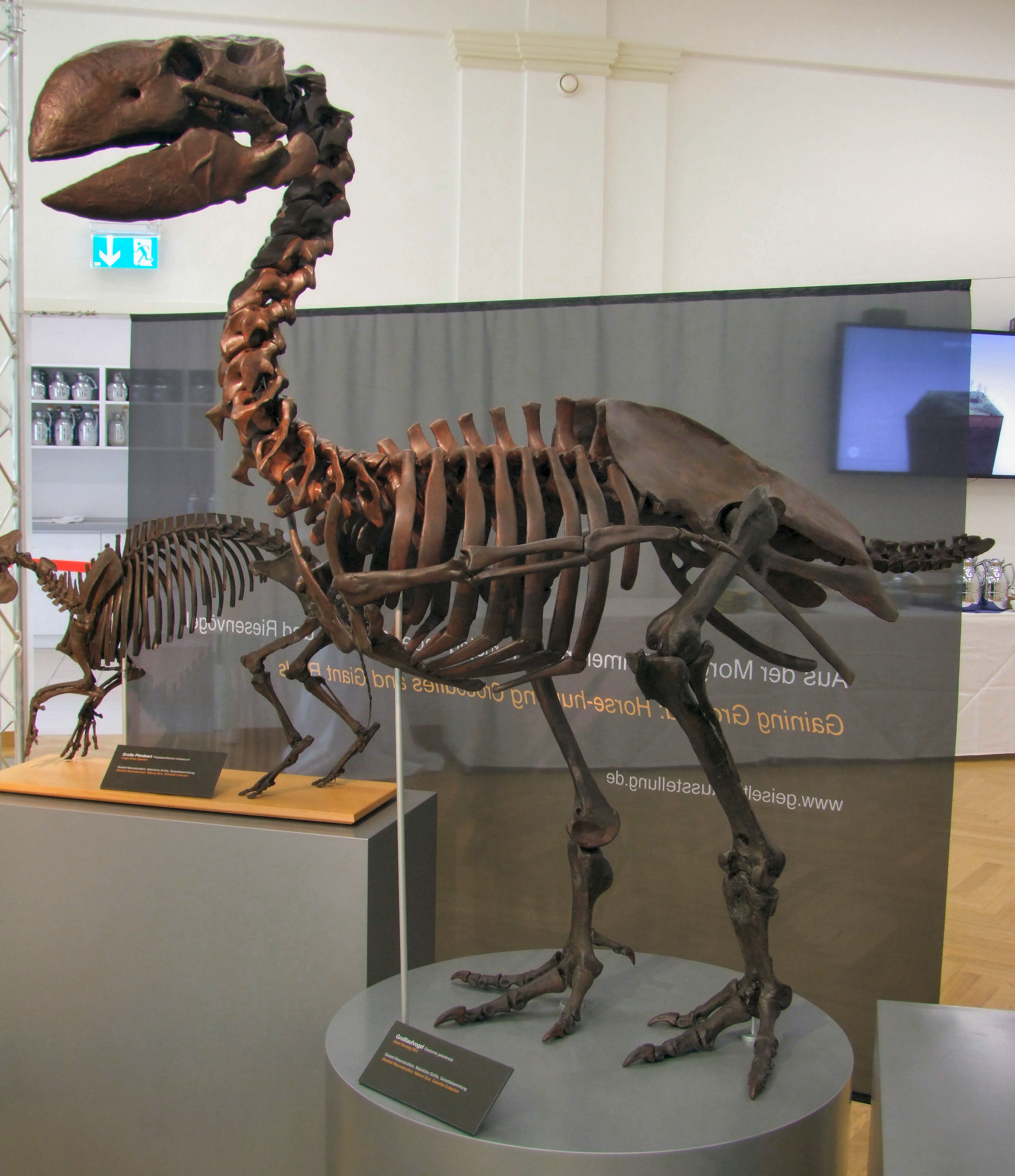
G. geiselensis の復元骨格

ガストルニスは少なくとも5種が有効な種であると一般に受け止められている。タイプ種 Gastornis parisiensis は Hébert による1855年の2本の論文で記載・命名された。この種は西部と中央ヨーロッパで発見された、後期暁新世から前期始新世にかけての化石から知られている。かつては G. parisiensis と別の種とされていたが現在ではジュニアシノニムと考えられている種には、G. edwardsii (Lemoine, 1878) や G. klaasseni (Newton, 1885) がいる。フランスのマルヌ県に位置する Berru に分布した上部暁新統からは G. russeli (Martin, 1992) がガストルニス属に加えられ、下部 - 中部始新統から産出した G. sarasini (Schaub, 1929) もヨーロッパ産のガストルニス属に名を連ねた。ドイツのメッセルに分布する中部始新統からは G. geiselensis が報告され、これは G. sarasini のシノニムと考えられているが、2種をシノニムとして扱うには証拠が不十分であり、全てのガストルニス科鳥類のより詳細な比較が行われるまでは2種は分けておくべきであると主張する研究者もいる。仮定の小型種 G. minor は疑問名と考えられている。
かつてディアトリマとされていた Gastornis gigantea (Cope, 1876) は北アメリカ西部の中部始新統から産出した。この種のジュニアシノニムには Barornis regens (Marsh, 1894) や Omorhamphus storchii (Sinclair, 1928) がある。後者はワイオミング州の下部始新統の岩石に由来する化石に基づいて記載され、プリンストン大学の1927年の遠征で化石を発見した T. C. von Storch への献名である。当初 Omorhamphus storchii として記載された化石は後には Gastornis gigantea の幼鳥の化石であると考えられている。ワイオミング州パーク郡に分布する下部始新統ウィルウッド累層の岩石に由来する標本 YPM PU 13258 もおそらく G. gigantea の幼鳥であるらしく、その場合さらに若い個体ということになる。
中華人民共和国の河南省に分布する前期始新統に由来する Gastornis xichuanensis は脛足根骨のみが発見されている。当初は別属 Zhongyuanus のたった1つの種として1980年に記載されたが、2013年に発表された化石の再評価で、当該標本とガストルニスの種の同じ骨との差異は小さく、ガストルニス属のアジア種と考えるべきである、と結論付けられた。

## 古生物学

### 食性

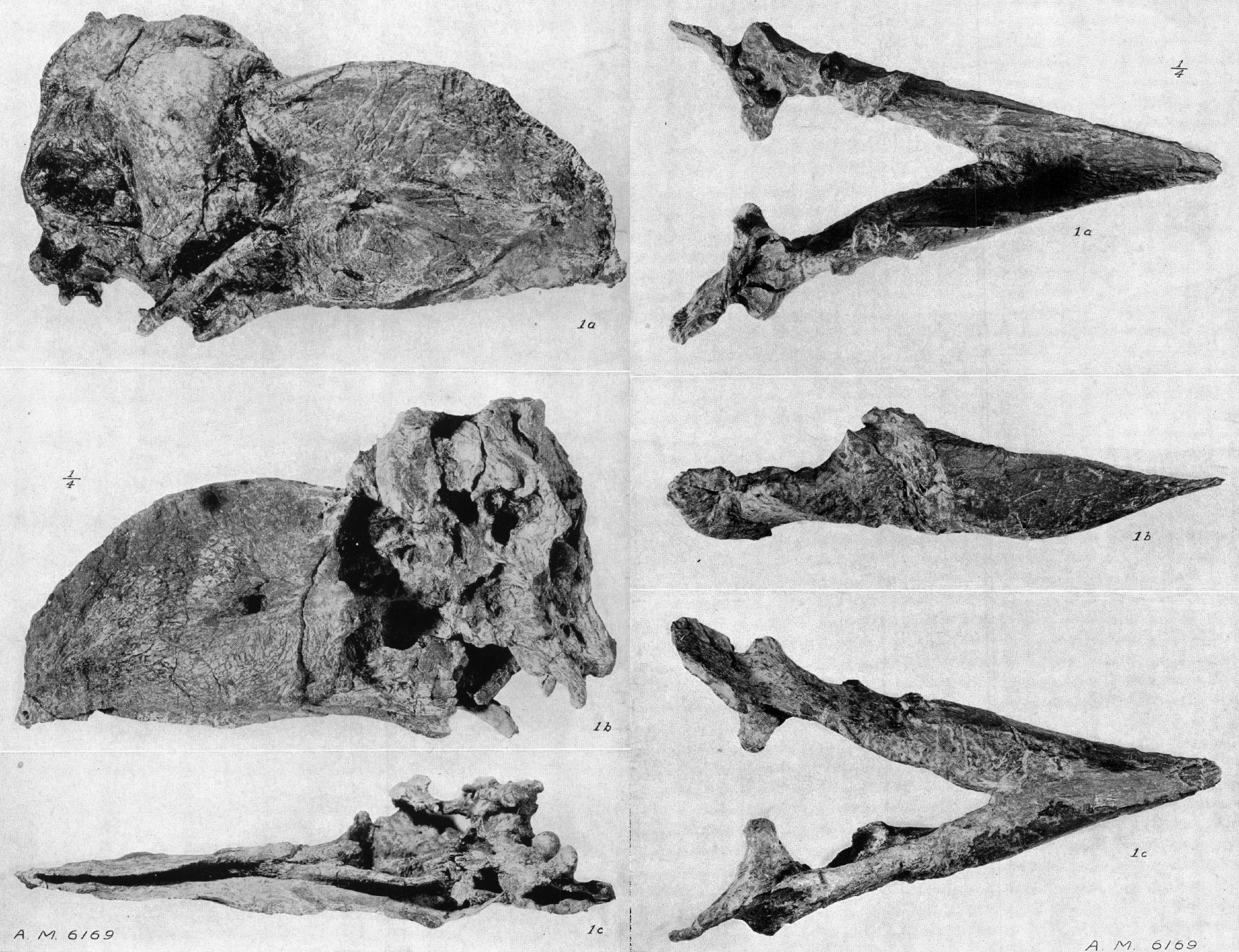
G. gigantea の標本 AMNH 6169 の頭骨と下顎骨

ガストルニスの食性の解釈を巡って長い議論が続けられてきた。ガストルニスは初期の奇蹄類（ヒラコテリウムもしくはエオヒップス）など同時代の小型哺乳類を対象とした捕食動物として大抵描かれてきた。しかし脚の構造は獲物の高速追跡に適していないとされ、もし肉食性だったのであれば、待ち伏せからの奇襲や群れでの集団攻撃が提唱されてきた。(鳥類での集団攻撃の例モモアカノスリ)

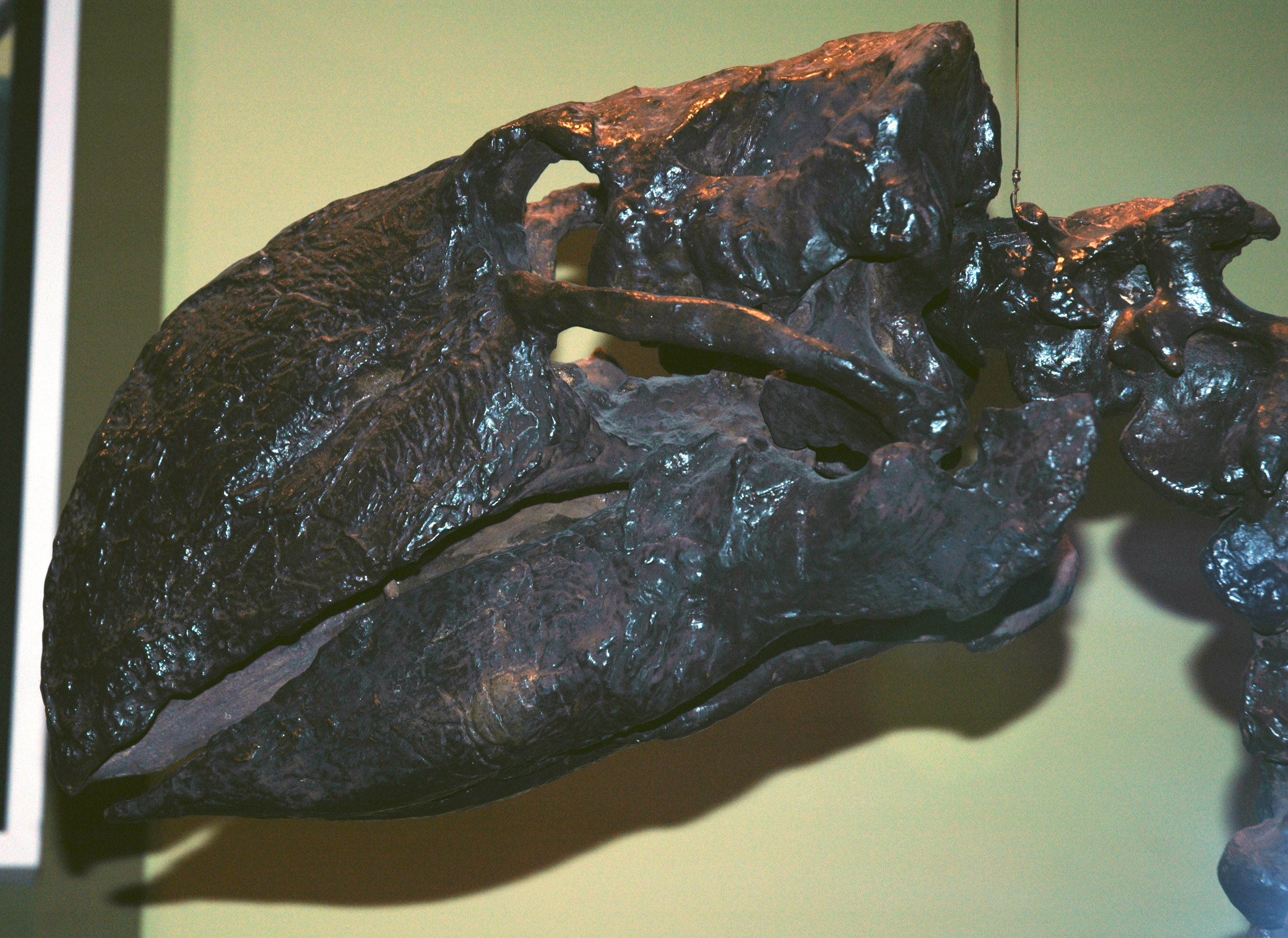
頭骨

しばしばガストルニスと比較されがちの大型平胸類（ダチョウ・ヒクイドリ・エミュー）は、いずれも植物食または雑食であり、頭部は小さく、嘴も鋭くない。ガストルニスの頭骨は体サイズの似た現生平胸類に比べて大型である。ウィットマーがCTスキャンを用いて行った頭骨の生体力学解析では、下顎の大きな孔を通って顎を閉じる筋肉組織が発達していたことが示唆された。下顎は非常に厚く、結果として顎の筋肉のモーメントアームも長くなっていた。いずれの特徴も、ガストルニスが強力な咬合力を生み出せたことを強く示しており、ライオンに匹敵する可能性も導き出された。ガストルニスの頭骨が植物食性にしては必要以上に頑丈すぎると提唱し、もがく獲物を強力な構造の嘴を使って鎮圧し骨を割って骨髄を抜き取る動物食性動物としてガストルニスを解釈する従来の説を支持する研究者もいる。一方で、フォルスラコス科や猛禽類に見られるフック状に卓越した嘴といった動物食性鳥類の特徴が頭骨に見られないことを、ガストルニスがある程度植物食性あるいは雑食性に特殊化した証拠とみなす研究者もいる。彼らはガストルニスが巨大な嘴を使って硬い木の実や種子といった硬い食物を割っていた可能性があるとした。ガストルニス科（おそらくガストルニス属の種そのもの）とされる足跡が2012年に記載されており、この足跡から強くフック状になった爪が後肢になかったことが示され、ガストルニスが捕食動物の生態をしていなかったことを示唆するもう1つの証拠となっている。
より最近の証拠では、ガストルニスが真に植物食性であった可能性が高いことが示唆されている。Thomus Tutuken らによるガスルトルニスの骨のカルシウム同位体の研究によれば、ガストルニスが食性として肉を摂食していた根拠は示されなかった。この地球化学的解析では、ティラノサウルス・レックスといった既知の化石種の動物食性動物と比べて、ガストルニスの食性は植物食性の恐竜や哺乳類に近いことが明らかにされた。こうして、飛べない鳥の中で動物食性の主要なグループはフォルスラコス科のみとなった。
ただし嘴の形態が肉食に適していなくとも、低い頻度ながらネズミ程度の小動物や死肉を補助的に食べていた可能性は残されている。例えば現生のヒクイドリは果実を主食としているが、機会さえあれば小動物を啄む事が知られている。

### 卵
スペインに分布する後期暁新世（サネティアン）の堆積層とフランスのプロヴァンスに分布する前期始新世の堆積層から、巨大な卵の殻の断片が産出している。これらの卵は Ornitholithus という学名をつけて記載され（ただしこれは"ootaxon"すなわち卵化石に対して命名されたタクソンである）、おそらくガストルニスに由来するものである。Ornitholithus とガストルニスの化石は直接関連してはいないが、同じ時代と地域から十分な大きさの他の鳥類は発見されていない。大型のディオゲノルニスやエレモペズスが始新統から知られているものの、前者はまだ当時テチス海で北アメリカから隔てられていた南アメリカ大陸、後者はそれほど広くないとはいえ同じく伸びたテチス海によりヨーロッパから隔てられていた後期始新世のアフリカ大陸北部から化石が産出している。
これらの断片には元の卵を復元するために十分な大きさのものもある。卵は厚さ2.3 - 2.5ミリメートルの殻に覆われていて長径24センチメートル、短径10センチメートルとされ、ダチョウの卵の約1.5倍の大きさであり、より丸みを帯びた平胸類の卵とは形状も大きく異なっていた。レミオルニスが平胸類である可能性はかなり低いが、もし正確にそうであると同定された場合、ガストルニスは依然としてこれらの卵を産むことのできた唯一の動物ということになる。レミオルニスは当初2002年に Mlíkovský により Gastornis minor として記載されていて、少なくとも1つの種がガストルニスよりも小型であったことが知られている。これはプロヴァンスの暁新世の堆積物からも発見されている、現生のダチョウのものよりもやや小さな卵の遺骸と上手く一致しそうであるが、実際には卵殻の化石はレミオルニスの骨が発見されていない始新世の地層からも発見されている。

### 足跡

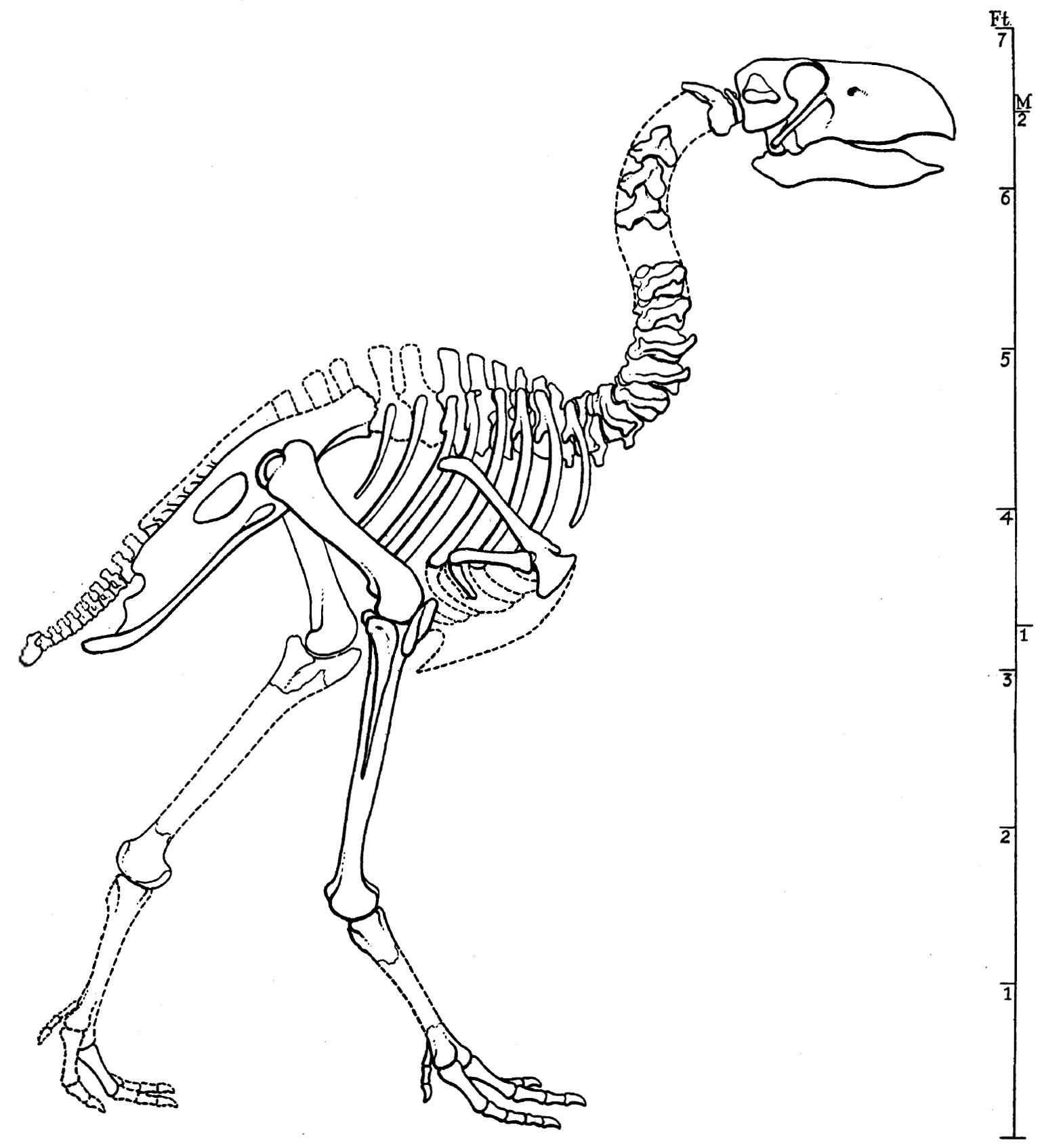
G. gigantea の骨格復元

複数の足跡化石の纏まりがガストルニスのものであると推察されている。1つの足跡群がイル＝ド＝フランス地域圏ヴァル＝ドワーズ県モンモランシーの後期始新世に相当する石膏から、別の足跡群がパリ盆地の他の場所から、1859年以降の19世紀中に報告された。ジュール・デノワイエが最初に、アルフォンス・ミルヌ＝エドワールが後に記載したこの足跡化石は19世紀後半のフランスの地質学者に周知されるものとなった。これらは関連する骨が発見されていなかったため、チャールズ・ライエルの著書 Elements of Geology で化石記録の不完全性の例として議論された。残念ながら、皮膚構造まで細かく保存されていたこれらの優れた標本は現在では失われている。標本はデノワイエが研究を始めたときにフランスの国立自然史博物館に運び込まれ、最後に文書化されたのは1912 年に開催された国立自然史博物館の地質学展示会についての記録であった。これらの足跡のうち最大のものは、後趾1本の印象のみで構成されているものの、長さ40センチメートルに達した。パリ盆地由来の大型の足跡も、さらに2000万年古い南フランスの卵の殻と同様に、巨大なものと単に大きなものに分けることができる。
もう一つの足跡の化石記録は現存する1つの足跡から構成されているが、それはさらに物議を醸すものであることが証明されている。この化石はワシントン州ブラック・ダイアモンド周辺のグリーン川の谷の上部始新統に相当するピュージェット層群の岩石中に発見された。この発見の後、足跡化石は1992年5月から7月にかけてシアトル地域で大きな関心を集め、シアトル・タイムズ紙に少なくとも2本の長い記事が掲載された。本物か偽物か様々に言われた鳥の足らしいこの1つの印象化石は生痕化石タクソン Ornithoformipes controversus として記載された。幅は27センチメートル、長さは32センチメートルに達し、第一趾はなかった。この足跡化石の記載から14年後、この標本の真偽についての議論には決着がついていなかった。標本は2006年現在ウェスタン・ワシントン大学が所蔵している。
これらの初期の痕跡化石の問題は、ガストルニスの化石で約4500万年よりも新しい化石が見つかっていないことである。謎の多い "Diatryma" cotei は、年代を正確に決定することができなかったものの、パリ盆地の足跡とほぼ同程度に古い地層から知られている。一方北米では、明確なガストルニス類の化石記録はヨーロッパよりもさらに早く終わっているようである。しかし、2009年にワシントン州ベリンハム近くで発生した地滑りにより、始新統のChuckanut累層の15ブロックに少なくとも18個の足痕が露出した。足痕の年代は約5370万年前とみられ、さらにその解剖学的特徴から、足跡を残した動物がガストルニスであることが示唆された。これらの鳥類は捕食者あるいはスカベンジャーであると長らく考えられていたが、猛禽類のような鉤爪がないことから彼らが植物食性であったという先の提言が指示された。Chuckanutの足痕は生痕化石タクソン Rivavipes giantess と命名され、絶滅したガストルニス科に属すると推論された。足跡化石のうち少なくとも10個はウェスタン・ワシントン大学に展示されている。

### 羽毛

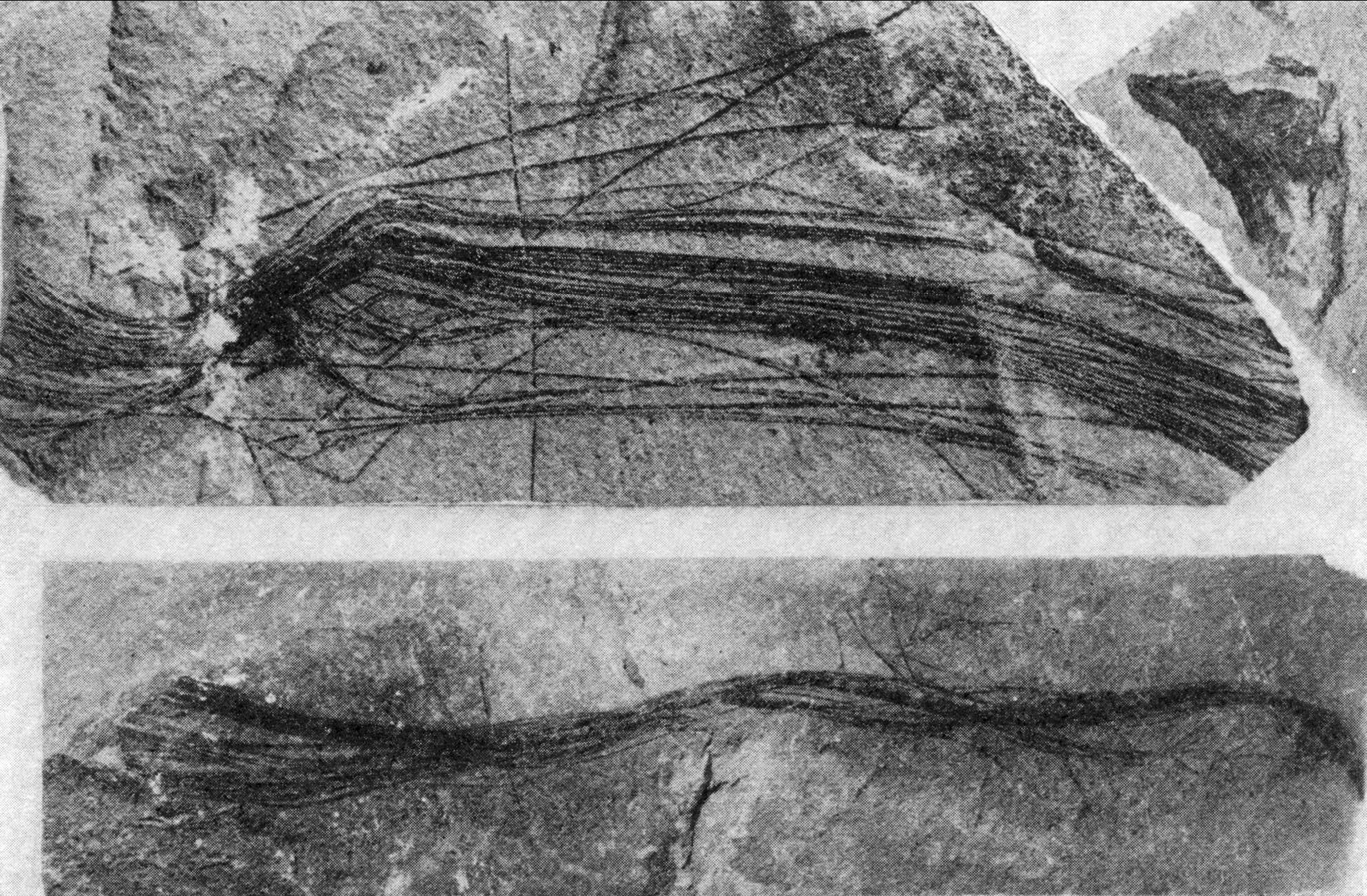
後に植物であると判明した、ガストルニスの羽毛とされた標本

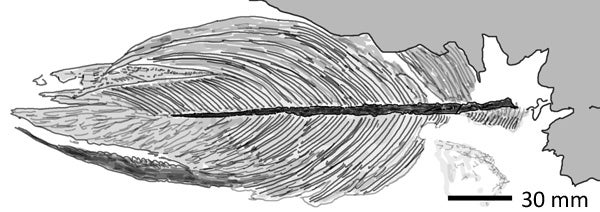
グリーンリバー累層から産出したガストルニスの羽毛と思われる絵。ダレン・ナイシュによる

ガストルニスの羽毛は一般に平胸類の一部と同様に毛のように体を覆う形で描写される。これは、コロラド州ローンクリークのグリーンリバー累層の堆積物から産出した繊維状の構造の一部に基づいており、当初はガストルニスの羽毛を表していると考えられて Diatryma filifera と命名されていた。その後の調査により、羽毛と想定されていた物は実際には全く異なるもので、植物の繊維であることが明らかになった。
しかし、おそらくガストルニスの羽毛と断定されている第二の構造物が同じくグリーンリバー累層から産出している。糸状の植物の構造体とは異なり、この孤立した1枚の羽毛は幅広で、羽のある鳥類の体の体毛と類似する。長さ24センチメートルに達し、明らかに大型の鳥類のものであるため、大きさに基づいてガストルニスの可能性があると暫定的に同定された。

## 古生態学
後期白亜紀までに本属の祖先を含む鳥類は多様化していた。K-Pg境界を生き延びた彼らは、残されたニッチを引き継ぎ得る状況にあり、非鳥類型の恐竜が絶滅した直後に一部の鳥類は地上にも進出した。しかし最近の研究によると、中生代の内から現生鳥類も地上に進出した可能性がある。
適応した時期はどうであれ、ガストルニスは新生代初期の北半球において、大型植物食動物としてのニッチを確立した。当時の哺乳類は、新生代初期にはその大部分が小型で背が低い原始的な種類だった。これにより、哺乳類や恐竜にあった体高による食べ分けが成立していた可能性がある。このように哺乳類が多数生息する環境で、鳥類が大型植物食動物のニッチへと入り込んだ例としては、エピオルニスや同じくガストルニス科のドロモルニスが挙げられる。

## 分布

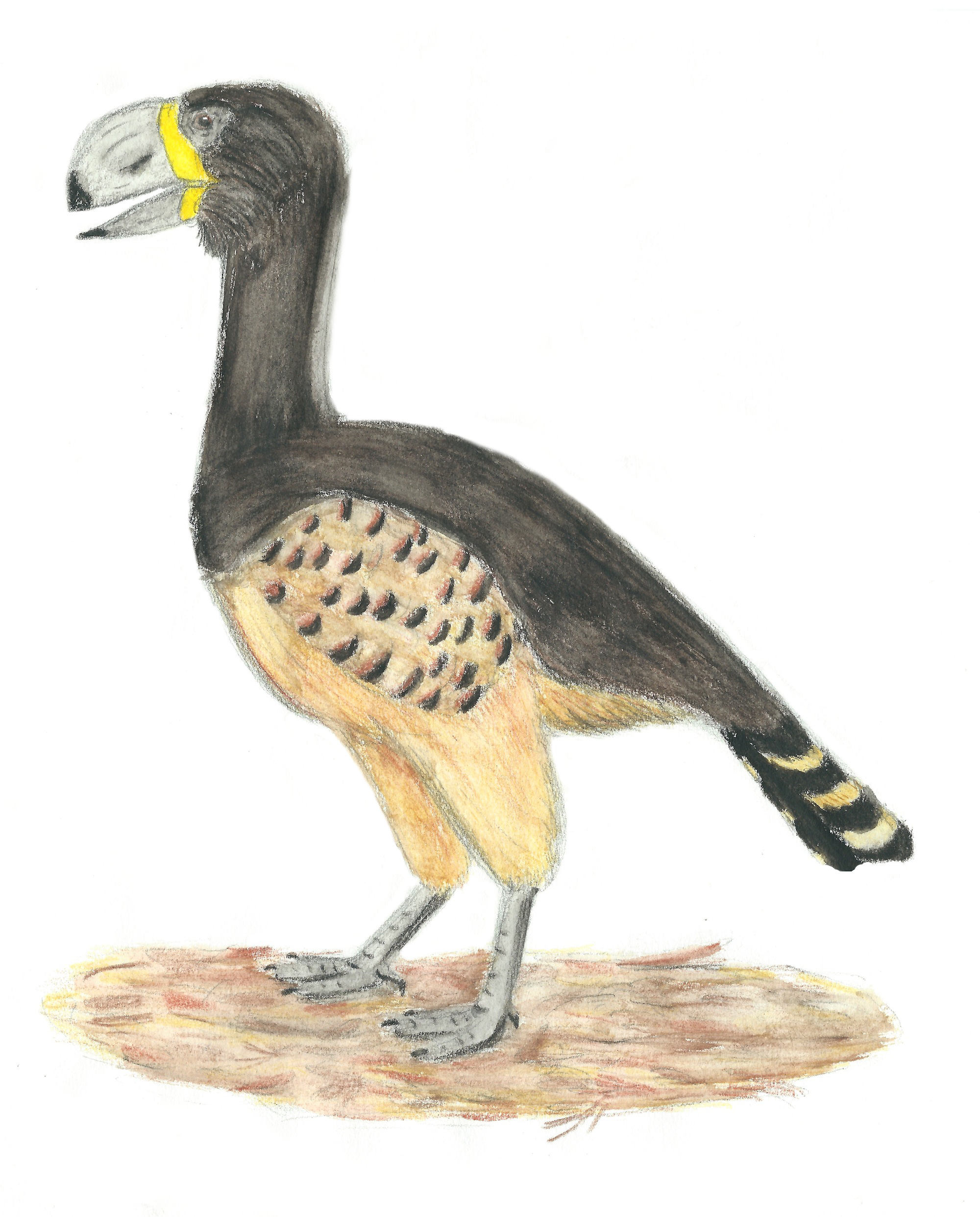
北アメリカで発見された種 G. gigantea の生態復元図

NHKスペシャル『地球大進化〜46億年・人類への旅』では、当時巨鳥不在の地であったアジアで哺乳類が高度な進化を遂げることができたと強調されていたが、アジアである中華人民共和国からもガストルニス属の化石が発見されており、この仮説は誤りとなった。
ガストルニスの化石はヨーロッパ西部、アメリカ合衆国西部、中国中央部から発見されている。そのうちヨーロッパから産出した暁新世の化石が最も初期のものであるため、ガストルニスはヨーロッパが原産の生物だった可能性が高い。当時のヨーロッパは島大陸であり、ガストルニスは大陸における最大の陸上四足動物であった。このことは、後の孤立したマダガスカルにおいて哺乳類の大型動物ではなく植物食性の鳥類エピオルニスが最大の陸上動物であったことと類似性を持った。
他の化石はすべて始新世のものであるが、ガストルニスがどのようにヨーロッパから北米やアジアに分散したかは現在のところ判明していない。中国西部の前期始新世のガストルニスの化石が産出していることから、ガストルニスはヨーロッパから東に広がり、ベーリング地峡を経由して北米入りを果たした可能性がある。また、東と西の両方に広がった可能性もあり、その場合はかつて現在の中央アジアを分断していたツルガイ海峡を東アジアと北米で別々に渡って到着したことになる。北アメリカと直接繋がる陸橋も知られている。
ヨーロッパのガストルニスは北アメリカやアジアの同属よりも長く生き延びており、これは大陸の孤立化が進んだ時期と一致すると推察されている。

## 絶滅
かつては始新世に大型化を始めた肉歯目（例ヒエノドン）のような初期の肉食哺乳類に雛や卵を襲われたり、獲物を横取りされたりして絶滅したと考えられてきた。この仮説の傍証として次のような指摘がなされてきた。
- 恐鳥類は身体が大きく動きが鈍い。
- 祖先が飛翔性に進化する過程で武装となる前肢の爪や歯を失っている。
- ライバルの哺乳類は群れを作っていたため、単独性とされる恐鳥類では敵わない。

これらに基づいて記事冒頭のシナリオがメディアによって拡散された。
しかし、ガストルニスの絶滅の原因は今のところ明らかになっていない。ガストルニスは哺乳類が支配的であった動物相に生息しており、汎歯目のような大型動物とも共存していた。また本属と近縁のドロモルニスは、ガストルニスの時代から遥か後の更新世のオーストラリアで、メガラニアのような肉食爬虫類やティラコレオのような肉食哺乳類と共存していた事が知られている。また、動物食性の巨大な地上生鳥類のグループであるフォルスラコス科の中にも、少なくともつい200万年前まで北アメリカに生息していたことが確実視されている種（ティタニス・ワレリ）がいる。
また、彼らが生息していた時代に発生した暁新世-始新世温暖化極大のような極端な気候的事象はほとんど影響を与えていないとされる。

## 文化面
恐竜絶滅後の世界に生息する主要な動物として、何度か映像化されている。しかし作中では揃って肉食動物とされている。
- 怪獣王子第16話「片眼のジアトリマ!!」（1968年1月15日）
- ウォーキングwithビースト（2001年）
- 地球大進化〜46億年・人類への旅（2004年）
- 恐竜絶滅 ほ乳類の戦い（2010年）